# Сцена (сериал)
Сцена (The.Scene) — веб-сериал в жанре «интернет-детектив», созданный Jun Group Productions в 2004—2006 годах. Сериал являлся первым в своём роде и с самого начала предназначался, — как по стилю, так и по содержанию, — для пользователей файлообменных сетей, через которые он и распространялся. «Сцена» повествует об интернет-пиратстве, а точнее, о механизме первоначального появления нелегального контента в сети.

## Сюжет
Действие сериала происходит на экране компьютера, однако в левом верхнем углу всегда видно человека, который сидит за ним.
Содержание сериала лучше всего описывают слова главного героя, произносимые за кадром в первой серии первого сезона:

По приблизительным оценкам, более 200 миллионов людей в мире скачивают музыку, фильмы, сериалы и шоу, игры и другой развлекательный контент. Одна только музыка оценивается в более чем миллиард скачиваний в неделю. Однако большинство людей, которые участвуют в файлообмене, не имеют представления, откуда они берутся. Они понятия не имеют, что есть целый мир, огромная глобальная инфраструктура, которая существует исключительно для того, чтобы доставать и поглощать новый контент. На верхнем уровне этого механизма — место, откуда берутся фактически все эти файлы, которые потом расползаются по миру. Это место, где заключаются сделки, где доступ и идентификация личности ревностно охраняются, и где элитная группа технократов дергает за невидимые рычаги. Те из нас, кто облюбовал себе это место, придумали для него название. Мы называем его «Сцена».

### Первый сезон
В первом сезоне мы знакомимся с элитной релиз-группой под названием CPX. Группа занимается релизом фильмов до их официального выхода, чем уже нанесла ущерб правообладателям в $175 млн.

Структура группы такова:
- Drosan — лидер, занимается поиском источников контента
- Slipknot — связной, отвечает за доступ группы к «топсайтам» — защищенным серверам, на которых коллекционируется контент
- Pyr0 — кодер, занимается перекодированием видео в удобный для распространения формат
- c0da — курьер, берёт файлы у кодера и закачивает их на топсайты (доступ он получает от связного)
- teflon — оператор, наблюдает за процессами кодирования и заливки на топсайты

Также есть герой «закулисья» Сцены, источник контента c ником trooper.
В самом начале первого сезона Брайан Сандро (Drosan) получает от своего источника посылку с новым фильмом, который ждёт вся группа. Через некоторое время к нему в сети ICQ добавляется некий LuckyChi2203 и предлагает продавать полученные до интернет-релиза фильмы его партнёрам — азиатским пиратам. Зная кодекс «Сцены», который запрещает продавать контент, а также понимая, что ему нечем платить за следующий семестр колледжа, Брайан решается на этот поступок и продаёт фильм за $2500. Через некоторое время после этого, фильм появляется в Интернете, однако релиз сделали не участники CPX, а какая-то другая релиз-группа. Выясняется, что релиз был сделан посредством копирования с DVD-болванки, купленной где-то в Азии. С этого момента участники CPX начинают подозревать друг друга в нарушении правил «Сцены».
Позже один из участников группы, teflon, попадается «на крючок» и начинает помогать ФБР поймать лидера группы, но умудряется его предупредить. Drosan, понимая всю опасность ситуации, решает, что следует избавиться от возможно скомпрометированного участника и договаривается об этом с остальными. В итоге все они покидают CPX и образуют новую группу с названием DUST. Также в новую группу принимают trooper как полноценого участника.
В этом сезоне в качестве саундтрека использовалась запись Catch Me исполнителя Maylynne.

## Общая информация
Оба сезона состоят из 20 эпизодов каждый.. Средняя продолжительность серии первого около 15 минут, второго — 5 минут. Сериал распространяется по лицензии Creative Commons Attribution-NonCommercial-NoDerivs 2.5, он был выложен в интернет для свободного скачивания на официальном сайте, а также в различных файлообменных сетях.
По формату, «Сцена» — это необычный сериал. Большую часть экрана занимает изображение рабочего стола компьютера, где мы видим, как персонажи общаются с помощью email, IRC и различных программ обмена сообщениями, вроде ICQ и AIM. Именно здесь и разворачивается всё действие. Изображение самого актера, снятое видеокамерой, мы видим в небольшом окне в углу экрана.

### Актёры

##### Первый сезон
- Джо Теста в роли Drosan (Брайан Сандро)
- Трис Эйбл в роли melissbliss04 (Мелисса)
- Лора Минарч в роли danaburke123 (Дана Бурке)
- Динайтре Фрейтас в роли c0da
- Ноах Ротман в роли slipknot (Йоханнс)
- Джилл Ховелл в роли trooper (Джоди)
- Курт Рослофф в роли teflon (Эд Кёниг)
- Ник Уайт в роли pyr0 (Дэвид)

## Интересные факты
- Существует IRC-канал, поддерживаемый авторами сериала: #TheScene